# Yabucoa (gemeente)
Yabucoa is een van de 78 gemeenten (municipio) in de vrijstaat Puerto Rico.
De gemeente heeft een landoppervlakte van 143 km² en telt 39.246 inwoners (volkstelling 2000).
Adjuntas
· Aguada
· Aguadilla
· Aguas Buenas
· Aibonito
· Añasco
· Arecibo
· Arroyo
· Barceloneta
· Barranquitas
· Bayamón
· Cabo Rojo
· Caguas
· Camuy
· Canóvanas
· Carolina 
· Cataño
· Cayey 
· Ceiba 
· Ciales
· Cidra 
· Coamo 
· Comerío
· Corozal 
· Culebra 
· Dorado 
· Fajardo
· Florida 
· Guánica 
· Guayama 
· Guayanilla
· Guaynabo
· Gurabo
· Hatillo
· Hormigueros
· Humacao
· Isabela 
· Jayuya 
· Juana Díaz
· Juncos
· Lajas 
· Lares 
· Las Marías
· Las Piedras
· Loíza
· Luquillo
· Manatí
· Maricao
· Maunabo 
· Mayagüez
· Moca
· Morovis
· Nagüabo 
· Naranjito
· Orocovis
· Patillas 
· Peñuelas 
· Ponce
· Quebradillas
· Rincón
· Río Grande
· Sabana Grande
· Salinas
· San Germán
· San Juan
· San Lorenzo
· San Sebastián
· Santa Isabel
· Toa Alta
· Toa Baja 
· Trujillo Alto
· Utuado
· Vega Alta
· Vega Baja
· Vieques
· Villalba
· Yabucoa
· Yauco